# 临清河隈张庄明、清砖窑遗址
临清河隈张庄明、清砖窑遗址，位于山东省聊城市临清市代湾乡河隈张庄村，是中华人民共和国山东省文物保护单位之一。
2006年12月7日，授予山东省文物保护单位，是一座古遗址。